# Parti socialiste des travailleurs (Finlande)
Pour l’article homonyme, voir Parti socialiste des travailleurs de Finlande.
Pour les articles homonymes, voir Parti socialiste des travailleurs.
Le Parti socialiste des travailleurs (finnois : Sosialistinen Työväenpuolue, suédois : Socialistiska Arbetarepartiet, STP) est un parti politique qui a existé de 1959 à 1973 en Finlande. 

## Histoire
Le parti est fondé par l'aile minoritaire de gauche du Alliance socialiste des travailleurs et des petits agriculteurs (TPSL) après la dissolution du TPSL le 2 janvier 1973 et qu'une majorité de ses membres ont rejoint le Parti social-démocrate de Finlande (SDP).
Le STP a été radié du registre des partis le 30 octobre 1979 après avoir été sans députés  élus lors de deux élections consécutives. 
À la fin des années 1980, le STP a coopéré avec l'Alternative démocratique (fi) (Deva). 
Aux élections législatives de 1987, le STP comptait sept candidats sur les listes de Deva. Au début des années 1990, le président du STP Pentti Waltzer a annoncé que son parti envisageait de rejoindre l'Alliance de gauche si Deva  décidait de rejoindre ce nouveau parti.
Cela s'est réalisé par la suite.

## Résultats électoraux
| Élections législatives  |           |       |       |
| Année                   | Députés   | Voix  | Voix  |
| 1975                    | --        | 9 457 | 0,34% |
| 1979                    | --        | 2 955 | 0,10% |
| Élections municipales   |           |       |       |
| Année                   | Élus      | Voix  | Voix  |
| 1976                    | 2         | 1 901 | 0,07% |
| Élection présidentielle |           |       |       |
| Année                   | Électeurs | Voix  | Voix  |
| 1978                    | --        | 2 187 | 0,1%  |